# ميلبوميني

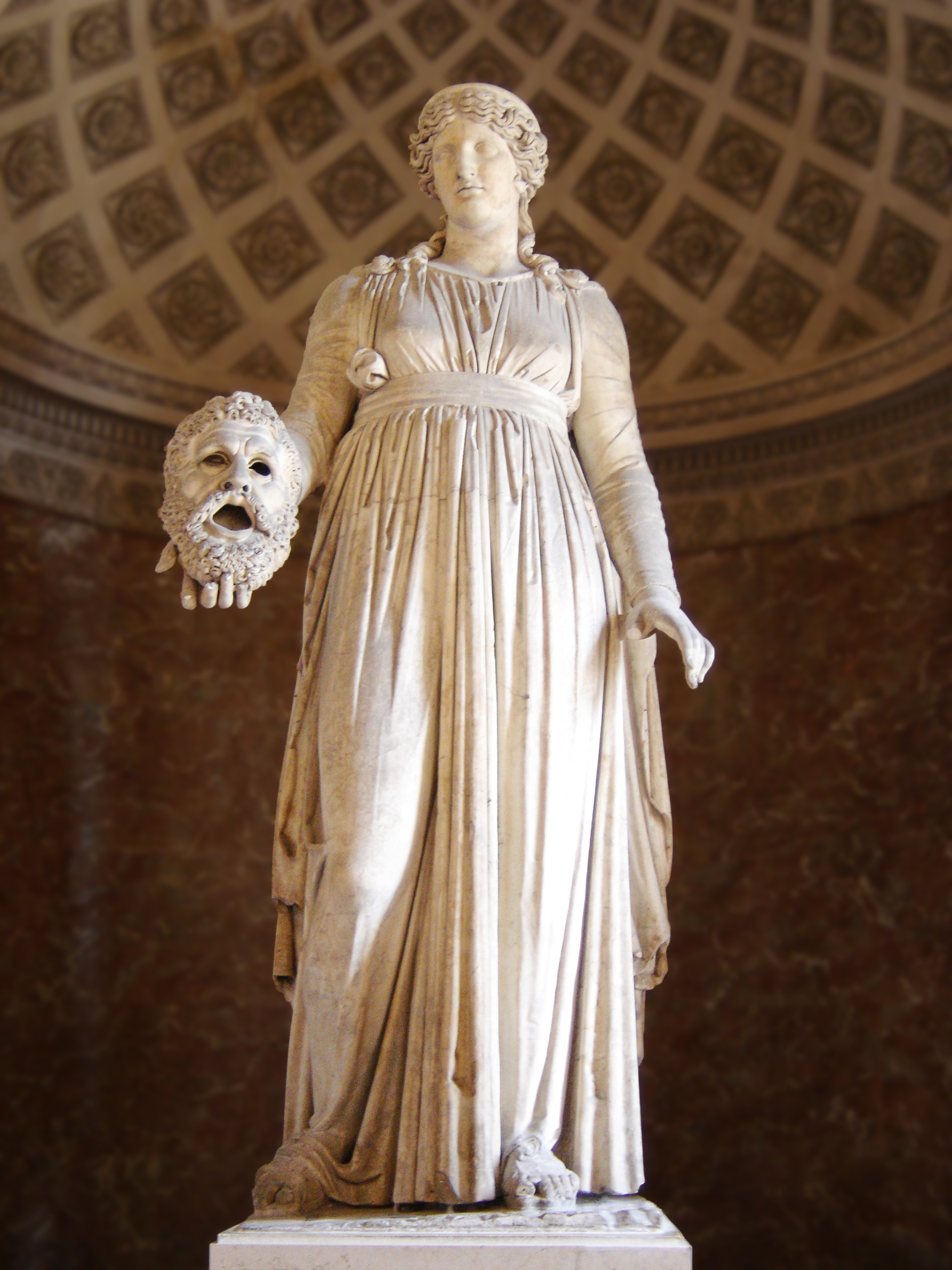
ميلبوميني تحمل قناعاً تراجيدياً

ميلبوميني (باليونانية: Μελπομένη بمعنى «ذات الصوت الرخيم» أو «الاحتفال رقصاً وغناءً») بحسب الميثولوجيا الإغريقية القديمة، هي إحدى إلهات الإلهام التسع، والتي عنيت بالتراجيديا أو الفن المسرحي المأساوي، بالرغم من غنائها الشجي والرخيم. هي ابنة كلاً من زيوس ونيموسيني، صورت في الفنون كامرأة تحمل سيفاً أو قناعاً تراجيدياً، وقد ترتدي إكليلاً من اللبلاب أو السرو، وجزم خاصة يرتديها ممثلوا التراجيديا.
كان شعراء الإغريق القدامى يبتهلون إليها كي يتمكنوا من إنتاج عبارات غنائية رائعة. أنجبت ميلبوميني زمارات البحر من آكيلويُوس.